# Henry Andrade
Henry Andrade, född 17 april 1962, är en friidrottare från Kap Verde. Han deltog vid olympiska sommarspelen 1996.